# Fotbal Club Sheriff Tiraspol
Il Futbol’nyj Klub Šerif Tiraspol’ (in russo Футбольный Kлуб Шериф Тирасполь?) o Fotbal Club Șeriff Tiraspol (in moldavo Фoтбaл Kлyб Шерифф Тираспол?) o Futbol’nyj Klub Šerif Tyraspil’ (in ucraino Фyтбoльний Kлyб Шepiф Тираспiль?), meglio noto come Șeriff Tiraspol in romeno, Šerif Tiraspol’ in russo, Šerif Tyraspil’ in ucraino e Sheriff Tiraspol a livello internazionale, è una società calcistica moldava con sede nella città di Tiraspol. Milita nella Super Liga, la massima divisione del campionato moldavo.
Fondato nel 1993 come Tiras Tiraspol, il club è spesso chiamato FC Sheriff per non confonderlo con il Football Club Tiraspol, altra squadra della città. La società appartiene alla holding Sheriff, azienda capeggiata dal figlio dell'ex presidente della Transnistria. Con 21 campionati vinti (dei quali 10 consecutivamente dal 2000 al 2010), 13 successi in Coppa di Moldavia e 7 in Supercoppa di Moldavia, è il club più titolato del calcio moldavo. È inoltre l'unico club moldavo ad essersi qualificato ai gironi di UEFA Champions League e UEFA Europa League, e ad aver partecipato alla UEFA Conference League. La squadra occupa, alla stagione 2021-2022, il 67º posto del ranking UEFA.
Pur facendo parte del sistema calcistico moldavo, la squadra è strettamente legata all'establishment economico-politico che controlla de facto la regione della Transnistria (di cui Tiraspol è il capoluogo) e persegue l'obiettivo della secessione dalla giurisdizione di Chișinău e l'avvicinamento alla Russia.
Disputa le partite interne allo stadio Sheriff di Tiraspol, avente una capienza di 14 300 posti.

## Storia
Precursore dello Sheriff fu il Tiras Tiraspol, squadra di calcio fondata nell'estate del 1993 ed iscritta al successivo campionato di Divizia B. 
Dopo la prima giornata del campionato 1996-1997 l'azienda Sheriff divenne lo sponsor principale del club, che il 4 aprile 1997 cambiò nome in quello attuale e nominò presidente Victor Gusan. L'anno successivo vinse facilmente il campionato di Divizia A con un ruolino di marcia di 23 vittorie, un pareggio e 2 sconfitte, distanziando di 14 punti il secondo classificato, ottenendo così la promozione nella massima serie moldava.
Nella stagione dell'esordio in massima serie terminò al quarto posto il campionato 1998-1999 e vinse la sua prima Coppa di Moldavia nel 1998-1999. Nel 1999-2000 chiuse al secondo posto. Al terzo tentativo, nel 2000-2001, si aggiudicò il titolo nazionale grazie al successo per 3-1 fuori casa nello scontro diretto con lo Zimbru Chișinău alla quint'ultima giornata; dopo che entrambe le squadre vinsero le rimanenti quattro partite, la classifica finale vide lo Sheriff a 67 punti e lo Zimbru a 66. In quella stagione lo Sheriff si aggiudicò anche la sua seconda coppa nazionale.

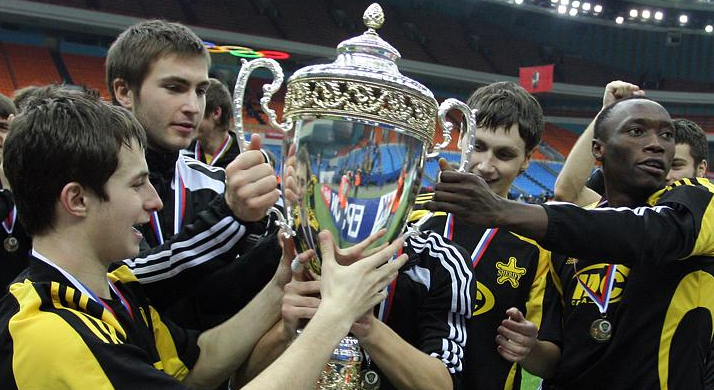
Lo Sheriff vincitore della Coppa della CSI nel 2009

Il club vinse dieci titoli nazionali consecutivi dal 2001 al 2009-2010. Dopo il primo titolo, il divario con le rivali non fu inferiore ai 10 punti di distacco, arrivando spesso ai 15-18 e persino ai 21 punti della stagione 2006-2007. In questi dieci anni, in sei occasioni oltre al campionato lo Sheriff ha vinto anche la Coppa di Moldavia e nelle quattro annate in cui non l'ha vinta ha disputato, sempre vincendola, la Supercoppa di Moldavia.
Dopo una stagione opaca nella quale si classificò secondo senza mai essere in corsa per il titolo, nel 2011-2012 vinse l'undicesimo titolo con una giornata di anticipo, successo bissato l'anno successivo, quando il divario dalla prima inseguitrice fu di 17 punti, prima del tris del 2013-2014, con il terzo titolo di fila vinto con 15 punti di vantaggio sulla seconda classificata, oltre alla vittoria in Supercoppa di Moldavia.

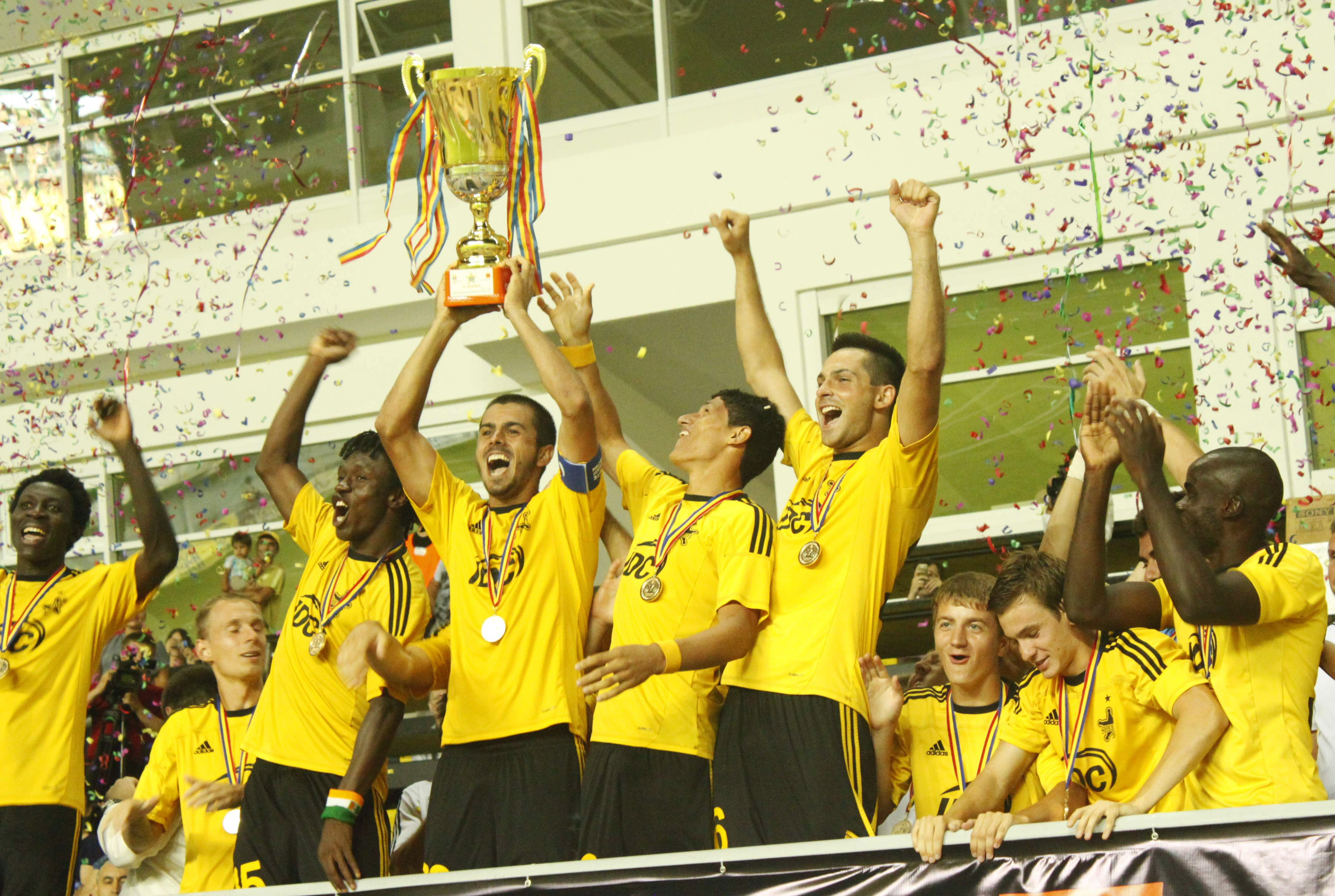
Lo Sheriff vincitore della Supercoppa di Moldavia nel 2013

Dopo il terzo posto del 2014-2015, annata in cui la squadra vinse la sua nona Coppa di Moldavia (la prima dopo cinque anni) sotto la guida del croato Zoran Zekić prima e del moldavo Lilian Popescu poi, una nuova striscia di successi in campionato fu inaugurata con il titolo del 2015-2016, annata in cui Popescu lasciò il posto al croato Zoran Vulić e fu messa in bacheca anche la Supercoppa di Moldavia, oltre al campionato. Il club rivinse il campionato nel 2016-2017, oltre alla Coppa di Moldavia 2016-2017 e alla Supercoppa di Moldavia 2016, in una stagione che vide l'arrivo sulla panchina dell'italiano Roberto Bordin (succeduto nell'ottobre 2016 al francese Bruno Irles). I successi in campionato proseguirono nel 2017, nel 2018, sotto la guida del croato Goran Sablić (subentrato a stagione in corso), e nel 2019, ai comandi del rientrante Zoran Zekić, anch'egli subentrato a stagione in corso e vincitore anche della Coppa di Moldavia 2018-2019.
Altri due titoli furono vinti nel 2020-2021, in un'annata in cui vi fu l'avvicendamento in panchina tra Zekić e l'ucraino Jurij Vernydub, e nel 2021-2022, annata in cui fu messa in bacheca anche la Coppa di Moldavia. Nel 2021-2022, partendo dal primo turno di qualificazione, la squadra conseguì una storica qualificazione alla fase a gironi della UEFA Champions League, prima squadra moldava a riuscire nell'impresa. Giunta terza dopo la prima fase malgrado due vittorie contro il Real Madrid e lo Šachtar, la squadra retrocesse in Europa League, da cui uscì agli spareggi contro il Braga, mentre in campionato confermò il titolo e vinse la coppa nazionale. In seguito alle dimissioni del tecnico Vernydub, arruolatosi nell'esercito ucraino, nel 2022 fu nominato allenatore il croato Stjepan Tomas. Quest’ultimo non riuscì a bissare l'impresa dell'anno precedente in Champions, uscendo al terzo turno preliminare contro il Viktoria Plzeň. La squadra si qualificò alla fase a gironi dell'Europa League 2022-2023, dove si piazzò terza e retrocesse in Conference League, diventando così la prima squadra moldava ad aver partecipato alle tre principali competizioni UEFA per club. Nel 2022-2023, sotto la guida del rientrante Bordin, lo Sheriff vinse il campionato e la Coppa di Moldavia.

## Competizioni internazionali
L'esordio in campo internazionale avviene il 10 agosto 2000, nel turno preliminare di coppa UEFA perso contro l'Olimpia Lubiana. L'anno successivo, grazie alla vittoria del campionato, la squadra fu ammessa al primo turno preliminare della UEFA Champions League 2001-2002 ed ottenne la prima vittoria contro gli armeni dell'Araks Ararat, per poi essere estromessa al turno successivo dai belgi dell'Anderlecht.
Grazie ai ripetuti successi in campionato, lo Sheriff ha partecipato per vari anni di fila alla UEFA Champions League, partendo dal primo turno e subendo l'eliminazione al secondo. Dal 2009-2010, a seguito della riforma approvata nel novembre 2007, la vincitrice del campionato moldavo fu ammessa direttamente al secondo turno della coppa. In questa stagione lo Sheriff sconfisse i finlandesi dell'Inter Turku e lo Slavia Praga, ma cadde al turno di play-off contro i greci dell'Olympiacos. Retrocessa nella fase a gironi dell'Europa League 2009-2010, concluse il girone al terzo posto con 5 punti totalizzati, rimanendo in tal modo escluso dalla fase ad eliminazione diretta.
Anche l'anno successivo l'eliminazione in Champions arrivò al turno di play-off; in Europa League la squadra terminò poi il girone all'ultimo posto. Nella stagione 2014-2015 il club moldavo fu eliminato al terzo turno di qualificazione della UEFA Champions League 2014-2015 per mano degli slovacchi dello Slovan Bratislava e successivamente agli spareggi di qualificazione dell'Europa League 2014-2015 dai croati del Rijeka.
Nell'edizione 2021-2022 della UEFA Champions League lo Sheriff ha raggiunto, prima volta per una squadra della Moldavia, la fase a gironi, dopo aver eliminato nei turni preliminari il Teuta, l'Alaškert, la Stella Rossa e la Dinamo Zagabria. Nel 2022-2023 la squadra ha partecipato alla fase preliminare della UEFA Champions League, da cui è retrocessa nella UEFA Europa League e in seguito nella UEFA Europa Conference League, diventando così la prima squadra moldava che ha partecipato a tutte e tre le principali competizioni UEFA per club.
Il club ha disputato anche la Coppa dei Campioni della CSI, vinta in due occasioni, nel 2003 e nel 2009.

## Colori e simbolo
Colori ufficiali del club sono il giallo e il nero: tipicamente la maglia interna vede prevalere la prima tinta e quella esterna la seconda.

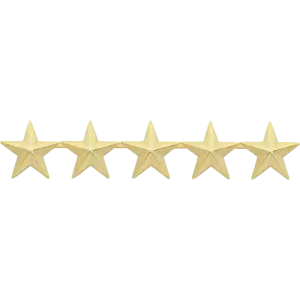
Il simbolo della Sheriff, dal quale il club riprende lo stemma

Il simbolo del club è direttamente mutuato da quello della società proprietaria: una stella a cinque punte gialla pomellata ("da sceriffo"), con inscritto nel mezzo un pallone da calcio decorato con un motivo a stelle e la ragione sociale, col nome Sheriff evidenziato da un cartiglio nero.

## Strutture

### Stadio

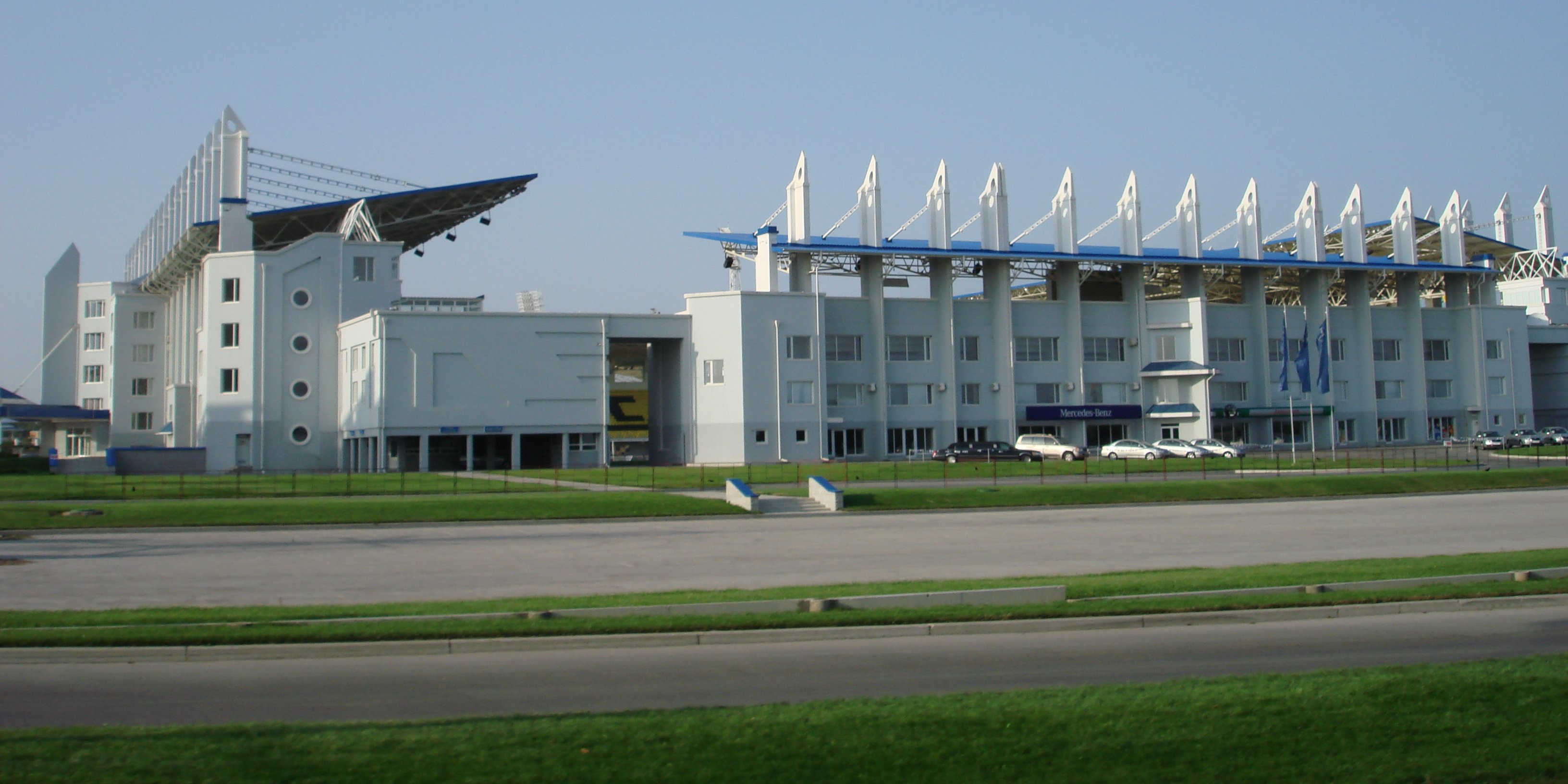
Veduta esterna dello stadio Sheriff

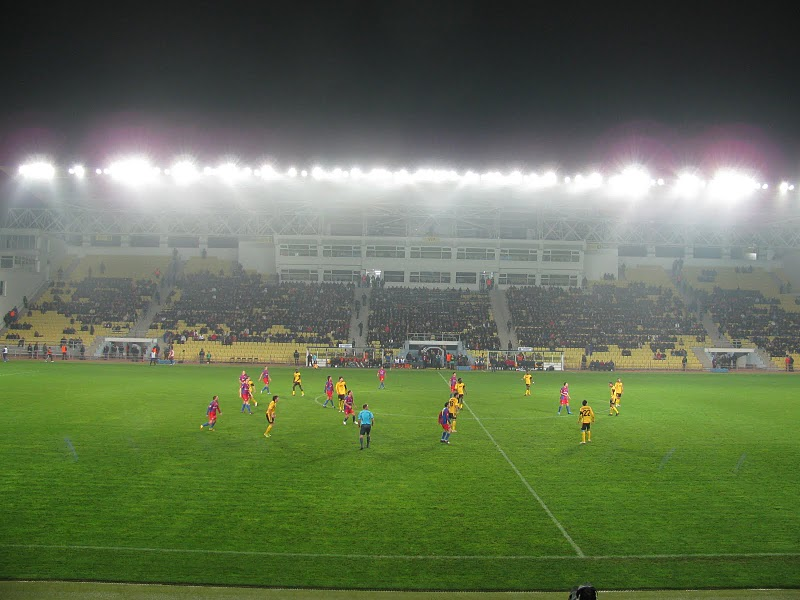
Lo Sheriff impegnato in Europa League contro la

Il club disputa gli incontri casalinghi allo stadio Sheriff di Tiraspol. L'impianto fu inaugurato nel 2002 ed è dotato di 13 460 posti a sedere e di un moderno impianto di illuminazione. L'impianto sorge all'interno di un complesso sportivo, il Complexul Sheriff, costruito tra il 2000 e il 2002 e costituito da 8 campi di allenamento, appartamenti, hotel a 5 stelle, campus per i ragazzi delle giovanili.

## Allenatori
- Ahmad Alaskarov (1997-1998)
- Sergei Borovski (2 gennaio 1998 - 1º gennaio 1999)
- Ivan Daniliants (1999-2000)
- Oleksandr Holokolosov (2001-2002)
- Mihai Stoichiță (1º gennaio 2002 - 30 giugno 2002)
- Gavril Balint (1º luglio 2002 - 30 giugno 2003)
- Ihor Nakonechny (1 luglio 2003 - 30 giugno 2004)
- Leonid Kuchuk (1º gennaio 2004 - 31 dicembre 2009)
- Andrei Sosnitskiy (1º gennaio 2010 - 30 aprile 2011)
- Vitali Rashkevich (30 aprile 2011 - 29 maggio 2012)
- Milan Milanović (1º luglio 2012 - 10 agosto 2012)
- Vitali Rashkevich (interim) (11 agosto 2012 - 15 agosto 2012)
- Mihai Stoichiță (15 agosto 2012 - 2 aprile 2013)
- Juan Ferrando (interim) (3 aprile 2013 - 8 luglio 2013)
- Juan Ferrando (luglio 2013 - dicembre 2013)
- Veaceslav Rusnac (12 luglio 2013 - 15 agosto 2014)
- Zoran Zekić (15 agosto 2014 - 26 maggio 2015)
- Lilian Popescu (27 maggio 2015 - 5 ottobre 2015)
- Zoran Vulić (7 ottobre 2015 - 12 giugno 2016)
- Bruno Irles (22 luglio 2016 - 23 settembre 2016)
- Victor Mihailov (interim) (23 settembre 2016 - 4 ottobre 2016)
- Roberto Bordin (4 ottobre 2016 - 24 aprile 2018)
- Victor Mihailov (interim) (24 aprile 2018 - 7 giugno 2018)
- Goran Sablić (7 giugno 2018 - 27 aprile 2019)
- Zoran Zekić (30 aprile 2019 - 21 ottobre 2020)
- Victor Mihailov (interim) (21 ottobre 2020 - 18 dicembre 2020)
- Jurij Vernydub (18 dicembre 2020 - 24 febbraio 2022)
- Dmytrij Kara-Mustafa (interim) (24 febbraio 2022 - 21 giugno 2022)
- Stjepan Tomas (21 giugno 2022 - 25 ottobre 2022)
- Victor Mihailov (interim) (25 ottobre 2022 - 9 gennaio 2023)
- Roberto Bordin (9 gennaio 2023 - 6 ottobre 2023)
- Victor Mihailov (interim) (6 ottobre 2023 -11 ottobre 2023)
- Roman Pylypčuk (11 ottobre 2023-)

## Palmarès

### Competizioni nazionali
- Campionato moldavo: 21  (record)

2000-2001, 2001-2002, 2002-2003, 2003-2004, 2004-2005, 2005-2006, 2006-2007, 2007-2008, 2008-2009, 2009-2010, 2011-2012, 2012-2013, 2013-2014, 2015-2016, 2016-2017, 2017, 2018, 2019, 2020-2021, 2021-2022, 2022-2023
- Coppa di Moldavia: 13  (record)

1998-1999, 2000-2001, 2001-2002, 2005-2006, 2007-2008, 2008-2009, 2009-2010, 2014-2015, 2016-2017, 2018-2019, 2021-2022, 2022-2023, 2024-2025
- Supercoppa di Moldavia: 7  (record)

2003, 2004, 2005, 2007, 2013, 2015, 2016
- Divizia A: 1

1997-1998

### Competizioni internazionali
- Coppa dei Campioni della CSI: 2

2003, 2009

### Altri piazzamenti
- Campionato moldavo:

Secondo posto: 1999-2000, 2010-2011, 2023-2024, 2024-2025
Terzo posto: 2014-2015
- Coppa di Moldavia:

Finalista: 2003-2004, 2013-2014, 2020-2021
Semifinalista: 2002-2003, 2006-2007, 2010-2011, 2011-2012, 2012-2013, 2015-2016, 2019-2020, 2023-2024
- Supercoppa di Moldavia:

Finalista: 2012, 2014, 2019, 2021
- Coppa dei Campioni della CSI:

Semifinalista: 2004, 2007

## Statistiche

### Statistiche nelle competizioni UEFA
Tabella aggiornata alla stagione 2024-2025
| Competizione                  | Partecipazioni | G  | V  | N  | P  | RF | RS |
| ----------------------------- | -------------- | -- | -- | -- | -- | -- | -- |
| UEFA Champions League         | 22             | 94 | 35 | 19 | 40 | 99 | 98 |
| Coppa UEFA/UEFA Europa League | 16             | 72 | 15 | 27 | 30 | 62 | 78 |
| UEFA Conference League        | 3              | 6  | 1  | 0  | 5  | 4  | 9  |

## Organico

### Rosa 2025-2026
Aggiornata al 24 luglio 2025.
| N. |                         | Ruolo | Calciatore        |
| -- | ----------------------- | ----- | ----------------- |
| 1  | Moldavia (bandiera)     | P     | Victor Străistari |
| 2  | Brasile (bandiera)      | D     | Atila             |
| 3  | Ghana (bandiera)        | D     | Nana Boakye       |
| 4  | Liberia (bandiera)      | D     | Natus Swen        |
| 6  | Brasile (bandiera)      | D     | Raí Lopes         |
| 7  | Brasile (bandiera)      | C     | Fernando Neto     |
| 8  | Guinea (bandiera)       | C     | Ibrahima Soumah   |
| 9  | Albania (bandiera)      | A     | Amarildo Gjoni    |
| 10 | Armenia (bandiera)      | A     | Art'owr Serobyan  |
| 11 | Burkina Faso (bandiera) | C     | Cyrille Bayala    |
| 12 | Nigeria (bandiera)      | A     | Elijah Odede      |
| 15 | Mali (bandiera)         | A     | Abdoulaye Diarra  |
| 17 | Colombia (bandiera)     | C     | Johan Rodallega   |
| 18 | Mali (bandiera)         | C     | Daba Diakité      |

| N. |                           | Ruolo | Calciatore          |
| -- | ------------------------- | ----- | ------------------- |
| 21 | Bulgaria (bandiera)       | P     | Ivan Djulgerov      |
| 22 | Camerun (bandiera)        | A     | Guy Mollo Bessala   |
| 24 | Moldavia (bandiera)       | A     | Danila Forov        |
| 25 | Moldavia (bandiera)       | P     | Serghei Obîscalov   |
| 27 | Moldavia (bandiera)       | A     | Veaceslav Cozma     |
| 28 | Slovenia (bandiera)       | P     | Emil Velić          |
| 29 | Mali (bandiera)           | D     | Soumaila Magassouba |
| 33 | Moldavia (bandiera)       | C     | Mihail Corotcov     |
| 42 | Costa d'Avorio (bandiera) | A     | Konan Jaures-Ulrich |
| 44 | Albania (bandiera)        | D     | Alesio Mija         |
| 69 | Nigeria (bandiera)        | C     | Peter Ademo         |
| 70 | Brasile (bandiera)        | A     | Luis Phelipe        |
| 77 | Guinea (bandiera)         | A     | Mamady Diarra       |
| 90 | Mauritania (bandiera)     | A     | Pape Ndiaga Yade    |